# Сульфитно-спиртовая барда
Сульфитно-спиртовая барда (ССБ, сульфитный щёлок) — отход лесохимических производств, образующийся при сульфитной варке древесной целлюлозы.

## Свойства
Сульфитно-спиртовая барда — жидкость с резким запахом, сильно кислой реакцией рН = 1,0-1,5. Сульфитный щёлок содержит (% по массе): 10-14 % органических веществ, в том числе 7-10 % лигносульфонатов и 3-4 % моносахаридов (в основном ксилоза, галактоза, глюкоза), летучие органические кислоты (уксусная и муравьиная в соотношении 10:1; их кол-во в сульфитном щелоке из хвойной древесины достигает 10-15 % от содержания сахаров, из лиственной — 30-45 %), минеральные кислоты (преимущественно серная и сернистая), остальное — вода и другие примеси.

## Применение
После удаления SO2 и некоторых примесей, например фурфурола и цимола, и доведения рН до 4,2-4,5 из органических веществ ССБ получают:
- биохимической переработкой с обогащением питательными солями (азот, фосфор, калий):
  - этанол,
  - многоатомные спирты,
  - карбоновые кислоты,
  - растворители,
  - кормовые дрожжи и др.;
- химической переработкой:
  - ванилин,
  - фенолы,
  - ароматические кислоты.

Упариванием ССБ, освобожденной от углеводов (обычно до содержания сухого остатка около 50 %), производят так называемый концентрат сульфитно-спиртовой барды (КССБ), используемый для дубления кож, как связующее при изготовлении литейных форм и т. д.
Также ССБ является пластификатором цементных растворов и бетонов. Эта поверхностно-активная добавка диспергирует коллоидную систему цементного теста и тем самым улучшает его текучесть и пластичность.
На 1 т целлюлозы образуется 8-9 м³ ССБ.
Из этого количества получают 100—110 кг дрожжей (или 80-100 л этанола и 35-45 кг дрожжей) и 1,0-1,2 т КССБ.
ССБ применялась при ликвидации последствий аварии на ЧАЭС в качестве средства пылеподавления посредством распыления с вертолётов над территорией ЧАЭС. 